# Nine Inch Nails diskografi
Lista över bandet Nine Inch Nails diskografi.

## Album
- 1989 – Pretty Hate Machine
- 1994 – The Downward Spiral
- 1999 – The Fragile
- 2002 – And All That Could Have Been
- 2005 – With Teeth
- 2007 – Year Zero
- 2008 – Ghosts I–IV
- 2008 – The Slip
- 2018 – Bad Witch
- 2020 – Ghosts V: Together
- 2020 – Ghosts VI: Locusts
- 2025 – Tron: Ares (soundtrack till filmen med samma namn)

## Singlar
- 1989 – Down in It
- 1990 – Head Like a Hole
- 1990 – Sin
- 1992 – Happiness in Slavery
- 1993 – Wish
- 1994 – March of the Pigs
- 1994 – Closer
- 1995 – Piggy
- 1995 – Hurt
- 1997 – The Perfect Drug
- 1999 – We're in This Together
- 1999 – The Day the World Went Away
- 1999 – Starfuckers, Inc.
- 2000 – Into The Void
- 2001 – Deep
- 2005 – The Hand that Feeds
- 2005 – Only
- 2006 – Every Day Is Exactly the Same
- 2007 – Survivalism
- 2007 – Capital G
- 2008 – Discipline

## EP och remixalbum
- 1992 – Broken
- 1992 – Fixed
- 1994 – Closer To God
- 1995 – Further Down the Spiral
- 2000 – Things Falling Apart
- 2002 – Still
- 2007 – Y34RZ3R0R3M1X3D
- 2016 – Not the Actual Events
- 2017 – Add Violence